# Primula tongolensis
Primula tongolensis är en viveväxtart som beskrevs av Adrien René Franchet. Primula tongolensis ingår i släktet vivor, och familjen viveväxter. Inga underarter finns listade i Catalogue of Life.